# Джаки Уилсън
Джаки Лирой Уилсън младши (на английски: Jack „Jackie“ Leroy Wilson Junior), познат с артистичния си псевдоним Господин Вълнение (на английски: „Mr. Excitement“), е американски певец, музикант и автор на песни.
Той е сред първите и най-изявени вокалисти в ерата на ранния ритъм енд блус и се разглежда в музикалните среди като представител на един от най-добрите изпълнители в соул и поп през 50-те и 60-те години в САЩ. С един прекрасен тенорен глас с вокален диапазон от четири октави е смятан за майстор шоумен и за един от най-динамичните и влиятелни изпълнители в ритъм енд блус, поп и рок енд рол историята.

## Биография

### Ранни години
Джаки Уилсън е израснал в гр. Хайланд Парк (Highland Park), Мичиган като единственото дете на Джак и Елиза Mae Уилсън от Columbus Мисисипи. Баща му е алкохолик и обикновено безработен, а майка му, която е загубила предишни две деца, се отдава изцяло на възпитанието и образованието на Уилсън. Този фактор оказва силно влияние върху живота му в ранна детска възраст.
Той започва да пее още в тийнейджърските си години, като сформира квартет от евангелски изпълнители и не след дълго групата става популярна в църквите на региона. Джаки Уилсън не е религиозен, но с любовта му към пеенето идват и лесно спечелените пари, които му донасят и немалко неприятности като тийнейджър. Израснал в Норт Енд – груб квартал на Детройт, Уилсън става кръшкач и член на банда наречена шейкъри, като е непрекъснато в неприятности. На два пъти дори е изпратен в ареста в изправителния институт Lansing. Именно там в този сложен за него период той се научава как да се боксира. Уилсън напуска училище в девети клас през 1950 г. на 16 години и малко по-късно става „Golden Gloves“ – шампион по бокс в Детройт.
След напускането на гимназията, Джаки Уилсън започва да се изявява в местните клубове. Той бива поканен в шоуто за таланти от Джони Отис през 1951 година, където пее с R&B квартета „Роялс“. Малко преди да стане пълноправен член на групата, Роялс подписват договор с King Records. Там записват няколко хита (като „Danny Boy“ 1952), след което Джаки Уилсън участва на успешно прослушване за член на групата Billy Ward & Dominoes през 1953 година.

### Активен период
Джаки Уилсън става водещ вокал на Billy Ward & Dominoes с първия си поп хит „St. Therese of the Roses“ през 1956 година. През 1957 година Уилсън напуска Billy Ward & Dominoes и започва самостоятелна кариера. Ал Грийн – издател на музика и мениджър, който вече е успял да открие певци като Johnnie Ray, Della Рийз и LaVern Baker, поема поста мениджър на Уилсън. Ал Грийн заминава за Ню Йорк и се среща с Вов Theile от Decca Records, за да подпише договора за Джаки Уилсън. В деня преди сделката да бъде подписана Ал Грийн умира, а след смъртта му Nat Tarnopol става новият мениджър на Джаки Уилсън.
След подписване с Brunswick Records, Уилсън скоро прави един незначителен хит с „Reet Petite“ в съавторство с Бери Горди. По-късно именно Бери Горди е човекът, който участва в написването на големите поп и R&B хитове на Джаки Уилсън. Някои от тях са „To Be Loved“, „That's Why“, „I'll Be Satisfied“ и „Lonely Teardrops“, както и много други класически R&B хитове, които допринасят изключително много за успеха на Джаки Уилсън. Бери Горди и Motown Records изиграват голяма роля в кариерата на Уилсън, въпреки че от 1957 до 1966 година Decca Records произвеждат повечето от записите на Джаки Уилсън.
През периода 1960 – 1961 г. Джаки Уилсън има ангажименти основно в нощните клубове на Лос Анджелис, Лас Вегас и Ню Йорк и записва различни R&B хитове, включително и класически поп адаптации като „Night“, „Doggin Around“, „All My Love“, „A Woman a Lover a Friend“, „Alone at Last“, „Am I the Man“, „My Empty Arms“, „The Tea of the Year“. Впоследствие той си партнира в писане на песни с Alonzo Tucker и така се раждат R&B хитовете „Baby Workout“, „Shake a Hand“ и „Shake! Shake! Shake!“ през 1961 година.
Въпреки че той продължава да прави доста добри солови попадения през следващите три години, Джаки Уилсън не прави друг голям поп и R&B хит, докато не започва да записва в Чикаго с продуцента Карл Дейвис. С него Уилсън прави в този нов период поетапно и драматично завръщане с хитове като „Whispers (Getting Louder)“ и класиката (Your Love Keeps Lifting Me), а също и поп хитове като „I Get the Sweetest Feeling“ и „This Love is Real“ в края на 70-те години.

### Смърт
В нощта на 29 септември 1975 г. при изпълнение в известно казино в близост до Cherry Hill, Ню Джърси, Джаки Уилсън е поразен от масиран инфаркт. В групата е Cornell Gunter, който веднага забелязва, че той не диша и му прилага реанимация, за да започне да диша отново. Въпреки бързото му транспортиране до близката болница, остава в тежка кома в продължение на повече от 3 месеца. Джаки постепенно се подобрява до състояние на полукома, но става очевидно, че е претърпял тежко мозъчно увреждане, с което музикалната му кариера приключва завинаги. Въпреки че повече не успява да изрече нито дума, той остава прикован към живота в болничното легло в продължение на повече от 8 години.
Джаки Уилсън остава в болницата чак до смъртта си. Той умира на 49 години в Маунт Холи (Mount Holly) на 21 януари 1984 г. Първоначално е погребан в необозначен гроб в гробището Westlawn близо до Детройт. През 1987 година след събиране на средства от радиостанция в Детройт е закупен надгробен камък за гроба на Джаки Уилсън.

## Дискография

### Хит сингли
| година | заглавие                                                                                        | позиция | позиция | позиция | позиция |
| година | заглавие                                                                                        | US      | US R&B  | UK      | AU      |
| ------ | ----------------------------------------------------------------------------------------------- | ------- | ------- | ------- | ------- |
| 1957   | „Reet Petite“                                                                                   | 62      | -       | 6       | 10      |
| 1957   | „To Be Loved“                                                                                   | 22      | 7       | 23      | 64      |
| 1958   | „We Have Love“                                                                                  | 93      | -       | -       | -       |
| 1958   | „Lonely Teardrops“                                                                              | 7       | 1       | -       | 53      |
| 1959   | „That's Why (I Love You So)“                                                                    | 13      | 2       | -       | -       |
| 1959   | „I'll Be Satisfied“                                                                             | 20      | 6       | -       | -       |
| 1959   | „You Better Know It“                                                                            | 37      | 1       | -       | -       |
| 1959   | Talk That Talk“                                                                                 | 34      | 3       | -       | -       |
| 1960   | „A Woman, a Lover, a Friend“                                                                    | 15      | 1       | -       | 30      |
| 1960   | Night“                                                                                          | 4       | 3       | -       | 19      |
| 1960   | „Alone at Last“                                                                                 | 8       | 20      | 50      | 11      |
| 1960   | „Doggin' Around“                                                                                | 15      | 1       | -       | 76      |
| 1960   | „Am I the Man“                                                                                  | 32      | 10      | -       | -       |
| 1960   | „(You Were Made For) All My Love“                                                               | 12      | -       | 33      | 30      |
| 1961   | „My Empty Arms“                                                                                 | 9       | 25      | -       | -       |
| 1961   | „The Tear of the Year“                                                                          | 44      | 10      | -       | -       |
| 1961   | „I'm Comin' on Back to You“                                                                     | 19      | 9       | -       | -       |
| 1963   | „Baby Workout“                                                                                  | 5       | 1       | -       | 66      |
| 1966   | „Whispers (Gettin' Louder)“                                                                     | 11      | 5       | -       | -       |
| 1967   | „(Your Love Keeps Lifting Me) Higher and Higher“                                                | 6       | 1       | -       | 24      |
| 1968   | „I Get the Sweetest Feeling“                                                                    | 34      | 12      | 9       | -       |
| 1969   | „(Your Love Keeps Lifting Me) Higher and Higher“ (UK re-release)                                | -       | -       | 11      | -       |
| 1970   | „(I Can Feel These Vibrations) This Love is For Real“                                           | 56      | 9       | -       | -       |
| 1975   | „I Get the Sweetest Feeling“ / „(Your Love Keeps Lifting Me) Higher and Higher“ (UK re-release) | -       | -       | 25      | -       |
| 1986   | „Reet Petite“ (UK re-release)                                                                   | -       | -       | 1       | 20      |
| 1987   | „I Get the Sweetest Feeling“ (UK re-release)                                                    | -       | -       | 3       | -       |
| 1987   | „(Your Love Keeps Lifting Me) Higher and Higher“ (UK second re-release)                         | -       | -       | 15      | -       |

### Хит албуми
| година | заглавие                           | позиция | позиция | позиция |
| година | заглавие                           | US Pop  | US R&B  |         |
| ------ | ---------------------------------- | ------- | ------- | ------- |
| 1963   | Baby Workout                       | 36      | *       |         |
| 1963   | Merry Christmas from Jackie Wilson | 6       | *       |         |
| 1966   | Whispers                           | -       | 15      |         |
| 1967   | Higher and Higher                  | -       | 28      |         |
| 1968   | Manufacturers of Soul              | -       | 18      |         |

## Отличия и награди
- През 1987 година Джаки Уилсън е приет в Залата на славата на рокендрола.
- На 17 август 2013 г. в Кливланд, Охайо, Джаки Уилсън е приет в Залата на славата на ритъм енд блуса.
- През 1984 година по време на връчване на годишните награди Грами, Майкъл Джексън в чест на Джаки Уилсън казва: „В развлекателния бизнес има лидери, има и последователи. И аз просто искам да кажа следното – Джаки Уилсън беше чудесен артист. Джаки, където и да си, искам да кажа, че те обичам и много ти благодаря“.